# Heinrich Lichner
Heinrich Lichner, né à Harpersdorf, arrondissement de Goldberg le 6 mars 1829 et mort à Breslau le 7 janvier 1898, est un compositeur allemand.

## Biographie
Né à Harpersdorf en province de Silésie, Heinrich Lichner a été pendant un compositeur très prolifique. Il est notamment connu pour ses pièces pédagogiques d'apprentissages au piano, de simples compositions écrites pour des débutants à l'instrument. Ses sonatines, incluant les Opus 4, 49, 66 et d'autres, ont été écrites dans un style classique fluide et léger, même si l'harmonie trahie l'influence du romantisme. Il était aussi un directeur musical et un organiste et a notamment travaillé comme organiste à l'Église des onze mille vierges de Cologne. Il a passé une grande partie de sa vie en étant le directeur musical d'une chorale à Breslau, où il est décédé.